# Der Ladenaufseher
Der Ladenaufseher (Originaltitel: The Floorwalker) ist eine US-amerikanische Filmkomödie von Charles Chaplin aus dem Jahre 1916.

## Handlung
Der Geschäftsführer eines Kaufhauses plant gemeinsam mit seinem Ladenaufseher, die Einnahmen des Kaufhauses zu stehlen. Währenddessen begutachtet der Tramp unter den scharfen Augen eines Verkäufers die Waren des Kaufhauses. Der Verkäufer sieht den Tramp nicht als potentiellen Kunden an, sondern als potentiellen Ladendieb. Der Tramp probiert die einzelnen Waren aus. Er rasiert sich, parfümiert sich, legt aber alles wieder auf seinen Platz zurück. Der Verkäufer verfolgt den Tramp misstrauisch auf Schritt und Tritt und ihm entgeht deshalb, dass nicht der Tramp ein Ladendieb ist, sondern sämtliche anderen Kunden des Kaufhauses. Dennoch bleibt der Verdacht beim Tramp, der auf der Flucht vor dem Kaufhausdetektiv schließlich im Büro des Geschäftsführers landet, welcher gerade von seinem Komplizen niedergeschlagen wurde. Als der Tramp die Tür öffnet, steht er dem Ladenaufseher gegenüber, der ihm wie aus dem Gesicht geschnitten ist. Der Tramp hält ihn für sein Spiegelbild. Sie führen die gleichen Bewegungen aus und erst spät entdeckt der Tramp, dass er einen Spazierstock in der Hand hält und der Ladenaufseher eine große Tasche. Der Ladenaufseher will die Ähnlichkeit des Tramps für seinen Coup nutzen. Die beiden tauschen Kleider und Identität, der eine, um unerkannt mit dem Geld fliehen zu können, der andere, um ein neues Leben mit gutem Job zu beginnen. Da der Verkäufer immer noch den Tramp für den Ladendieb hält, wird der Ladenaufseher jedoch festgenommen, während sein Geldkoffer im Geschäft zurückbleibt. Stattdessen kommt der Geschäftsführer wieder zu sich, dem wie dem neuen „Ladenaufseher“ daran gelegen ist, sich das Geld anzueignen, ohne dass die Hausdetektive etwas davon mitbekommen. Der Film endet in einer verwirrenden Verfolgungsjagd quer durch das Kaufhaus.

## Hintergrund
Der Ladenaufseher ist der erste Film Charlie Chaplins für Mutual Films nach seinem Wechsel von Essanay und erlebte seine Uraufführung am 15. Mai 1916. Die gesamte Handlung spielt sich in einem Kaufhaus ab, in dessen Zentrum sich eine Rolltreppe befindet (in amerikanischen Kaufhäusern seit 1901 gebräuchlich, in Deutschland erst seit 1925). Der Film wurde um dieses Requisit herum eingerichtet und die größten Tumulte der Verfolgungsjagden finden auf der Rolltreppe statt.
Von den Darstellern seiner Essanay-Filme übernahm Chaplin Edna Purviance sowie Leo White, Lloyd Bacon und John Rand. Charlotte Mineau, die nur in zwei Essanays mitgewirkt hatte, wurde ab diesem Film durchgängig ins Team integriert. Die wichtigsten Neuzugänge in Chaplins Darsteller-Ensemble waren Eric Campbell (Schurke/Gegenspieler in elf der zwölf Mutuals), Albert Austin und Henry Bergman. Der spätere Regisseur Lloyd Bacon hatte in Der Ladenaufseher seine größte Rolle in einem Chaplin-Film.